# Les dues angleses i el continent
 Les dues angleses i el continent (títol original en francès: Les Deux Anglaises et le Continent) és una  pel·lícula francesa de François Truffaut, del 1971 adaptació de la novel·la d'Henri-Pierre Roché, Deux Anglaises et le continent. Ha estat doblada al català.

## Argument
Al començament del segle vint, Claude (Jean-Pierre Léaud), un jove francès dandi i col·leccionista (tant de dones com d'obres d'art), coneix una jove anglesa, Ann (la filla d'una amiga de la seva mare), que el convida a passar les seves vacances en la seva família, a Gal·les. Aquesta li presentarà la seva germana Muriel, i empenyerà Claude a enamorar-se de la seva germana. Les dues angleses, puritanes, queden sorpreses i encantades per aquest jove francès llibertari, que anomenen «el Continent». Però el matrimoni amb què es compta no tindrà lloc entre Muriel i Claude: les seves dues mares, troben que són massa joves per a l'amor, decideixen una separació d'un any per posar a prova els seus sentiments. Claude se'n va a París i pensa portar-se bé. Però reprèn la seva vida de llibertí.
Entretant, Ann, la gran de les germanes, s'emancipa i marxa a París per fer escultura.Aleshores començarà una relació entre ella i Claude, que l'inicia a la sensualitat. Rosegada alhora per la culpabilitat d'enganyar la confiança de la seva germana (Muriel està enamorada de Claude) i enamorada de Claude, Ann es converteix a poc a poc el pendent femení de Claude al París artístic i llibertari del començament del segle xx. En efecte, agafarà un altre amant (Diurka, un eslau encarnat per Philippe Léotard), cosa que a Claude li costarà acceptar, malgrat les seves idees liberals en matèria de parella.
El drama arriba al seu punt àlgid quan Muriel s'assabenta de la relació d'Ann i Claude. Es posa greument malalta i cau en una depressió de la qual trigarà diversos anys a curar-se, amb l'ajuda de la seva devoció religiosa. El seu culte a la puresa la separa llavors més de la vida «dissoluta» portada per la seva germana. Llavors és Ann qui es posa malalta: torna llavors a Gal·les, tuberculosa, i hi mor pronunciant aquestes paraules: «Tinc plena de terra la boca». Aquestes paraules seran dites a Claude per Diurka, que hi havia anat per demanar la mà d'ella. Claude, ferit, escriu una novel·la on posa en escena una dona que estima dos homes, mentre disfressa la seva història amb les dues germanes Brown: Jérôme i Julien . Diurka, editor, s'encarrega de la publicació. Claude dirà a Diurka: «Ara, tinc el sentiment que són els personatges d'aquest llibre que han sofert al meu lloc».

## Repartiment
- Jean-Pierre Léaud: Claude Roc
- Kika Markham: Ann Brown
- Stacey Tendeter: Muriel Brown
- Philippe Léotard: Diurka
- Sylvia Marriott: Mrs. Brown
- Irène Tunc: Ruta
- Éva Truffaut